# Alpaida iquitos
Alpaida iquitos là một loài nhện trong họ Araneidae.
Loài này thuộc chi Alpaida. Alpaida iquitos được Herbert Walter Levi miêu tả năm 1988.